# Триплтон, Миа
Миа Хани Уинслет Триплтон (англ. Mia Honey Winslet Threapleton; род. 12 октября 2000, Вестминстер, Большой Лондон) — британская актриса, дочь актрисы Кейт Уинслет и художника-режиссера Джима Триплтона. Дебютировала в кино в возрасте 13 лет, появившись в исторической драме «Версальский роман» (2014). На телевидении снялась вместе со своей матерью в эпизоде телесериала «Я — Рут» (2022) антологического сериала «Я...», а также в исторических драматических сериалах «Опасные связи» (2022) и «Буканьерки» (2023). Первую главную роль получила в художественном фильме «Финикийская схема» (2025).

## Ранние годы
Триплтон родилась 12 октября 2000 года в Лондоне в семье актрисы Кейт Уинслет и художника-режиссера Джима Триплтона. Её родители развелись в 2001 году. Её имя Миа означает «моя» на итальянском языке и не имеет никакого семейного значения, её родители просто находили его красивым. У неё четверо единокровных братьев и сестер: актёр Джо Андерс (родился в 2003 году) от второго брака её матери с кинорежиссёром Сэмом Мендесом, еще один единокровный брат (родился в 2013 году) от третьего брака её матери с английским бизнесменом Эдвардом Абель Смитом, и две единокровные сестры от второго брака её отца. Её бабушка по материнской линии работала няней и официанткой, а её дедушка по материнской линии был актёром, который устраивался на работу, чтобы содержать семью. Её дедушка по отцовской линии, Эдвард «Тед» Триплтон, является офицером Королевских ВВС. У неё ирландские и шведские корни по линии матери. Её прадедушка и прабабушка по материнской линии были актёрами и руководили театральной компанией Reading Repertory. Её отчим, Эдвард Абель Смит, бывший руководитель отдела маркетинга и продвижения по службе астронавтов в Virgin Galactic и племянник соучредителя компании, английского бизнес-магната Ричарда Брэнсона. После женитьбы на Уинслет в 2012 году Абель Смит стал отцом-домоседом, помогая ей воспитывать детей.
Родители Триплтон решили держать её и её братьев и сестер подальше от внимания общественности, когда они росли. Она выросла между Нью-Йорком и Англией. В 2010 году она переехала с матерью и сводным братом из Нью-Йорка в Англию, чтобы избежать папарацци, а с 2013 года они живут в Уэст-Виттеринге, графство Западный Суссекс.
Несмотря на то, что она была дочерью актрисы, Триплтон редко бывала на съемочных площадках в детстве. Она сказала: «Я действительно могла бы посчитать на одной руке — возможно, на обеих — количество раз, когда я была на съемочной площадке в детстве. Моя мать действительно старалась отделить этот мир от нашей домашней жизни. Это то, чего она действительно хотела».
После того, как её мать на пике своей славы, после её главной роли в «Титанике» (1997), подверглась харасменту и бодишеймингу, она постаралась научить Мию бодипозитиву, и чтобы та чувствовала себя комфортно в своей собственной коже с самого раннего возраста.
Триплтон стала поклонницей режиссера Уэса Андерсона после того, как посмотрела фильм «Бесподобный мистер Фокс» (2009), когда ей было восемь или девять лет. Когда ей было тринадцать, она написала в своем дневнике: «Снова смотрю „Королевство полной луны“ (2012), чертовски люблю этот фильм. Хотела бы когда-нибудь поработать с Уэсом Андерсоном».
В детстве она стремилась стать морским биологом, но вскоре мечта была оставлена, когда она поняла, что у неё проблемы с математикой и наукой. Примерно в тринадцать лет она впервые открыто выразила своё желание заняться актёрством, доверившись своей матери, которая была первым человеком, услышавшим о её новых амбициях.

## Карьера
Треплтон дебютировала в кино в возрасте 13 лет, сыграв эпизодическую роль Элен в британской исторической драме Алана Рикмана «Версальский роман» (2014), где главную роль исполняла её мать. Спустя годы она активно искала талантливых агентов и изучала возможности открытого прослушивания на сайтах по кастингу. Использование фамилии отца в качестве сценического имени помогло Треплтон остаться незамеченной во время прослушиваний, когда она начала сниматься, потому что кастинг-директора не ассоциировали её со знаменитой матерью. В интервью 2021 года Уинслет сказала, что другая фамилия была отличным вариантом для первоначальной работы Триплтон. «Люди, которые её утвердили, совершенно не подозревали, что она моя дочь. И, конечно, это был мой самый большой страх и самое важное для её самооценки» — сказала она. Позднее Триплтон сыграла роль Альмы в итальянском триллере 2020 года «Тени» и Роуз в американском историческом драматическом телесериале 2022 года «Опасные связи».
В 2022 году она снялась вместе со своей матерью в «Я — Рут», эпизоде антологического сериала Channel 4 «Я...», диалоги которого были полностью импровизированы, а также в нём снялся её сводный брат Джо Андерс, игравший брата её персонажа. Эпизод получил премию BAFTA за лучшую одиночную драму, а Уинслет получила премию BAFTA за лучшую женскую роль.
В 2023 году она снялась в исторической драме Карима Айнуза «Игра королевы» и в историческом драматическом сериале Apple TV+ «Буканьерки» (2023), за который она получила премию «Прорыв года» на кинофестивале в Ньюпорт-Бич в 2025 году. В 2024 году она сыграла эпизодическую роль в биографической драме Netflix «Сенсация» в роли королевской помощницы принца Эндрю, которая организует его коллекцию плюшевых мишек.
В 2025 году Триплтон сыграла свою первую главную роль в художественном фильме Уэса Андерсона «Финикийская схема» (2025), где её исполнение роли сестры Лизл, монахини, которая отдалилась от своего отца, получило восторженные отзывы после премьеры фильма на Каннском кинофестивале 2025 года. Она получила эту роль после длительного процесса прослушивания, который начался в мае 2023 года, когда она отправила Андерсону самостоятельную запись прослушивания, ничего не зная о своём персонаже. Её запись выделялась среди более чем тысячи записей, которые Андерсон посмотрел на тот момент, и он попросил ее встретиться с ним в Лондоне, а затем на прослушивании с Бенисио дель Торо. И Андерсон, и дель Торо (играет отца её персонажа в фильме и прошёл двухдневные кинопробы с ней) согласились, что её следует утвердить на эту роль. Дель Торо, который одобрил Триплтон после их первого совместного прочтения, сказал: «Когда она вышла, я помню, как сказал Уэсу: "Я думаю, она может соперничать; она может быть невысокой, но она потрясающая"».. Андерсон сказал, что узнал, что Триплтон — дочь Уинслет, только после того, как несколько раз посмотрел её видеозапись прослушивания, а затем навёл справки о её предыдущих работах.

## Личная жизнь
У Триплтон дислексия. Она сказала, что ей приходится читать сценарии «медленно и размеренно, чтобы иногда полностью усваивать материал».
Её хобби включают живопись, рисунок, фотографию и альпинизм.
Триплтон не пользуется социальными сетями. Она объяснила свое решение в интервью The New York Times в мае 2025 года: «Я не думаю, что это что-то, что особенно послужило бы моей жизни, и я вполне счастлива, что у меня этого нет».

## Фильмография
| Год  |   | Русское название  | Оригинальное название | Роль                               |
| ---- | - | ----------------- | --------------------- | ---------------------------------- |
| 2014 | ф | Версальский роман | A Little Chaos        | Элен                               |
| 2020 | ф | Тени              | Shadows               | Альма                              |
| 2022 | с | Опасные связи     | Dangerous Liaisons    | Роуз                               |
| 2022 | с | Я...              | I Am...               | Фрейя                              |
| 2023 | с | Буканьерки        | The Buccaneers        | Гонория Марабл                     |
| 2023 | ф | Игра королевы     | Firebrand             | Джоан Бохер                        |
| 2024 | ф | Сенсация          | Scoop                 | королевская помощница принца Эндрю |
| 2025 | ф | Финикийская схема | The Phoenician Scheme | сестра Лизл                        |

## Награды и номинации
| Год  | Награда / Фестиваль                        | Категория     | Работа            | Результат | Прим.  |
| ---- | ------------------------------------------ | ------------- | ----------------- | --------- | ------ |
| 2025 | Кинофестиваль Ньюпорт-Бич                  | Артист-прорыв | Буканьерки        | Победа    | [ 39 ] |
| 2025 | Variety + Золотой глобус Премия «Авангард» | Артист-прорыв | Финикийская схема | Победа    | [ 44 ] |